# Iglesia de Nuestra Señora de la Asunción (Zalamea la Real)
La iglesia de Nuestra Señora de la Asunción de Zalamea la Real (Provincia de Huelva, España) es un edificio religioso católico que tiene su origen en los comienzos del siglo XVI, aunque se conservan pocos elementos de aquella primera construcción. Situada en la zona alta de la localidad, domina el conjunto urbano como su elemento más importante.

## Descripción
La iglesia tiene planta de salón con tres naves, más ancha la central, con seis tramos separados por arcos de medio punto ligeramente peraltados sobre pilares de sección circular y capiteles toscanos, un tipo poco común en los templos de la provincia.
Con cabecera plana, la Capilla Mayor se presenta sobre pódium a mayor altura que el resto, y se cubre, al igual que el tramo siguiente sobre el crucero, con bóvedas nervadas que son vaídas en las laterales de esta parte del templo. También bóvedas vaídas cubren la nave central en los tres primeros tramos, y de arista en las laterales. El coro ocupa el primer tramo, y completan la planta de la iglesia como volúmenes anexos: la torre, de planta cuadrada, junto a la cabecera, la sacristía, y una pequeña capilla, ambas al lado del evangelio.
La parte más importante de la edificación actual es de finales de ese mismo siglo XVI, cuando la iglesia es dotada de mayores dimensiones y de una nueva configuración espacial según los nuevos cánones estéticos del manierismo. Como consecuencia de esta intervención el templo presenta sus característicos pilares de sección curva y unas interesantes bóvedas en la cabecera, que derivan de los modelos implantados por Hernán Ruiz II desde mediados de la centuria.
La torre, junto a la cabecera, se levanta en el año 1606, y es obra del arquitecto de origen italiano Vermondo Resta; y hacia 1631 la obra ya estaba finalizada.
Un siglo más tarde, entre finales del siglo XVII y principios del siglo XVIII se acomete una nueva fase constructiva para reparaciones varias. Pero lo cierto es que la parte de la cabecera y el crucero se conserva, y probablemente se reconstruyera desde esa zona hasta los pies, así como las portadas, ahora con las nuevas formas barrocas.
En la segunda mitad del siglo XVIII se rehace la torre, quizás motivado por reparaciones a causa de algún movimiento sísmico, y también se trabaja en la sacristía y en las bóvedas del coro.
Exteriormente los muros están jalonados por contrafuertes de sección circular, y cuenta con dos portadas situadas en el segundo tramo. Destaca la torre en el conjunto de la iglesia, con su cuerpo de campanas que presenta vanos con una composición de tipo serliana de arco de medio punto flanqueado por dos menores adintelados. Consta de cuatro ménsulas en cada uno de sus flancos, que se corresponden con sendos pedestales y pilastras con incrustaciones cerámicas que flanquean los huecos. Tras el friso y el antepecho abalaustrado con remates decorativos, el chapitel se apea sobre un tambor octogonal y queda decorado con los clásicos azulejos en color azul y blanco.
Esta iglesia de Nuestra Señora de la Asunción está declarada Bien de Interés Cultural en su categoría de Monumento, y así aparece publicado en el BOJA.